# Anodontostoma thailandiae
Anodontostoma thailandiae е вид лъчеперка от семейство Селдови (Clupeidae). Видът е незастрашен от изчезване.

## Разпространение
Разпространен е в Бангладеш, Виетнам, Индия, Индонезия, Камбоджа, Малайзия, Мианмар, Сингапур и Тайланд.

## Описание
На дължина достигат до 18 cm.